# 三軒茶屋
三軒茶屋（さんげんぢゃや）は、東京都世田谷区世田谷地域の町名。現行行政地名は三軒茶屋一丁目および三軒茶屋二丁目。住居表示実施済区域。「三茶」（さんちゃ）と略称される。

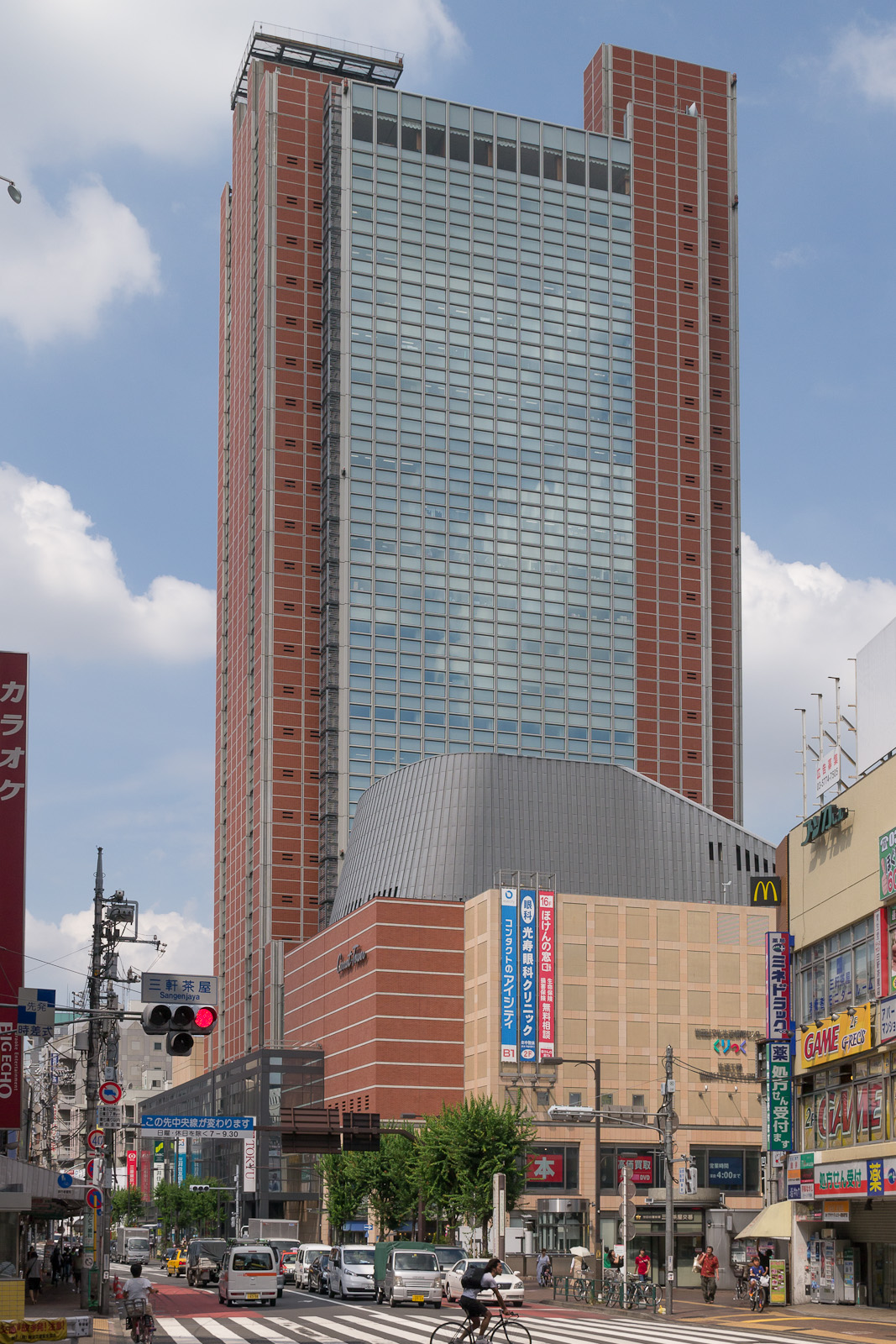
三軒茶屋交差点から世田谷通りとキャロットタワー

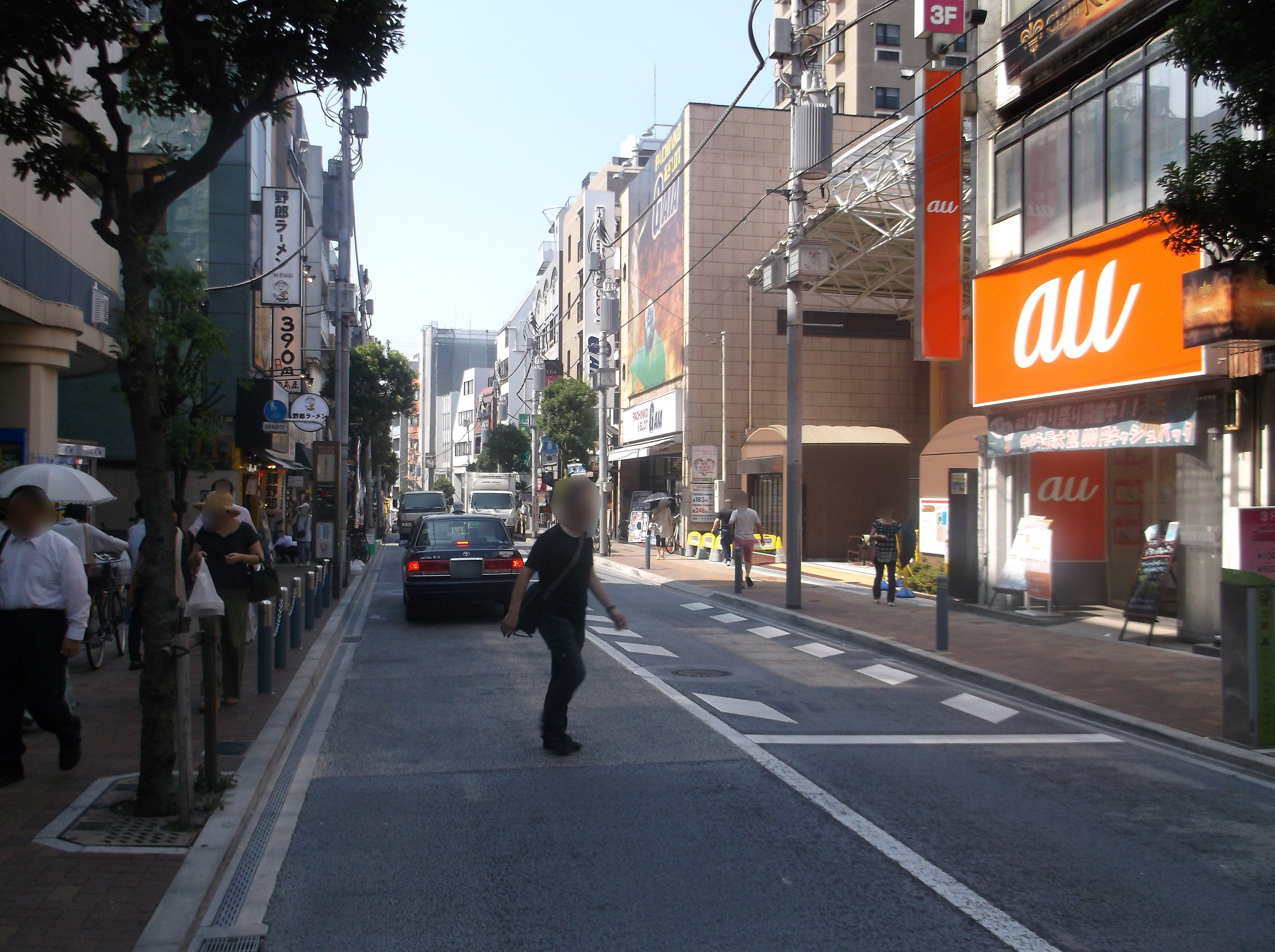
茶沢通り

## 概要
世田谷区の中でも知名度の高い商業地の一つであり、自由が丘や吉祥寺同様、「住みたい町」などのランキングの上位に名を連ねる人気の住宅地でもある。渋谷に近いことや、「芸能人が多く住んでいる街」であること、カフェブームの隆盛に影響を与えたことなどから「オシャレな街」や「トレンディな街」などとして語られることも多い。また、駅前のエコー仲見世商店街やすずらん通りなど、レトロな街並みも多く残っている。
東急田園都市線・東急世田谷線の三軒茶屋駅、および周辺の再開発事業の一環として建設された複合ビル・キャロットタワーがランドマークとなっている（住所は三軒茶屋ではなく、太子堂）。

## 地理
東京都世田谷区の中央部に位置し、東に下馬、南に野沢、上馬、北に若林、太子堂に接する。

### 地価
住宅地の地価は、2025年（令和7年）1月1日の公示地価によれば、三軒茶屋2-28-4の地点で144万円/m2となっている。世田谷区の住宅地で最も地価が高い。

## 歴史
旧：荏原郡中馬引沢村（なかうまひきさわむら）、下馬引沢村、太子堂村等の一部であった。三軒茶屋が正式な地名として定められたのは1932年（昭和7年）の世田谷区成立時である。

### 地名の由来
江戸中期以降、社寺参詣ブームで賑わった大山道と登戸道の分岐（追分）付近に信楽（後に石橋楼）、角屋、田中屋の三軒の茶屋が並んでいたことに由来する。この呼び名は文化文政の時代には既に一般的なものとなっていたようである。
大山道（大山街道）は、現在のほぼ国道246号に当たり、瀬田、二子橋を渡り大山へ向かう。登戸道は、井伊家知行地の世田谷代官屋敷（現在の世田谷区世田谷、ボロ市通り沿い）や世田谷の上町（武家町）を通って登戸に向かう街道筋であり、現在の世田谷通りに当たる。

### 町名の変遷
| 実施後         | 実施年月日    | 実施前（各町名ともその一部）                         |
| -------------- | ------------- | ---------------------------------------------------- |
| 三軒茶屋一丁目 | 1968年7月15日 | 太子堂町の全部と三軒茶屋町、下馬町1、上馬町1の各一部 |
| 三軒茶屋二丁目 | 1968年7月15日 | 三軒茶屋町の一部                                     |

### 主な出来事
- 1970年3月 - 三軒茶屋から渋谷間に東京で初めて優先バスレーンが設置される。設置により所要時間が3割近く削減された[7]。
- 1974年1月9日 - 駅前の商店街から出火、11棟が焼失。さらに翌10日にも出火、4棟が焼失した[8]。

## 世帯数と人口
2025年（令和7年）1月1日現在（世田谷区発表）の世帯数と人口は以下の通りである。
| 丁目           | 世帯数    | 人口     |
| -------------- | --------- | -------- |
| 三軒茶屋一丁目 | 3,567世帯 | 5,225人  |
| 三軒茶屋二丁目 | 4,977世帯 | 7,811人  |
| 計             | 8,544世帯 | 13,036人 |

### 人口の変遷
国勢調査による人口の推移。
| 年                 | 人口   |
| ------------------ | ------ |
| 1995年（平成7年）  | 11,058 |
| 2000年（平成12年） | 11,769 |
| 2005年（平成17年） | 12,549 |
| 2010年（平成22年） | 13,156 |
| 2015年（平成27年） | 13,513 |
| 2020年（令和2年）  | 13,966 |

### 世帯数の変遷
国勢調査による世帯数の推移。
| 年                 | 世帯数 |
| ------------------ | ------ |
| 1995年（平成7年）  | 5,832  |
| 2000年（平成12年） | 6,727  |
| 2005年（平成17年） | 7,518  |
| 2010年（平成22年） | 7,796  |
| 2015年（平成27年） | 8,076  |
| 2020年（令和2年）  | 8,462  |

## 学区
区立小・中学校に通う場合、学区は以下の通りとなる（2024年8月時点）。
| 丁目           | 番地 | 小学校                   | 中学校               |
| -------------- | ---- | ------------------------ | -------------------- |
| 三軒茶屋一丁目 | 全域 | 世田谷区立中里小学校     | 世田谷区立三宿中学校 |
| 三軒茶屋二丁目 | 全域 | 世田谷区立三軒茶屋小学校 | 世田谷区立駒沢中学校 |

## 事業所
2021年（令和3年）現在の経済センサス調査による事業所数と従業員数は以下の通りである。
| 丁目           | 事業所数  | 従業員数 |
| -------------- | --------- | -------- |
| 三軒茶屋一丁目 | 416事業所 | 4,362人  |
| 三軒茶屋二丁目 | 451事業所 | 5,454人  |
| 計             | 867事業所 | 9,816人  |

### 事業者数の変遷
経済センサスによる事業所数の推移。
| 年                 | 事業者数 |
| ------------------ | -------- |
| 2016年（平成28年） | 874      |
| 2021年（令和3年）  | 867      |

### 従業員数の変遷
経済センサスによる従業員数の推移。
| 年                 | 従業員数 |
| ------------------ | -------- |
| 2016年（平成28年） | 9,302    |
| 2021年（令和3年）  | 9,816    |

## 施設
- 世田谷警察署
- 世田谷区立三軒茶屋小学校
- 世田谷区立中里小学校

## その他

### 日本郵便
- 郵便番号：154-0024[2]（集配局：世田谷郵便局[18]）。